# 联合利华大厦

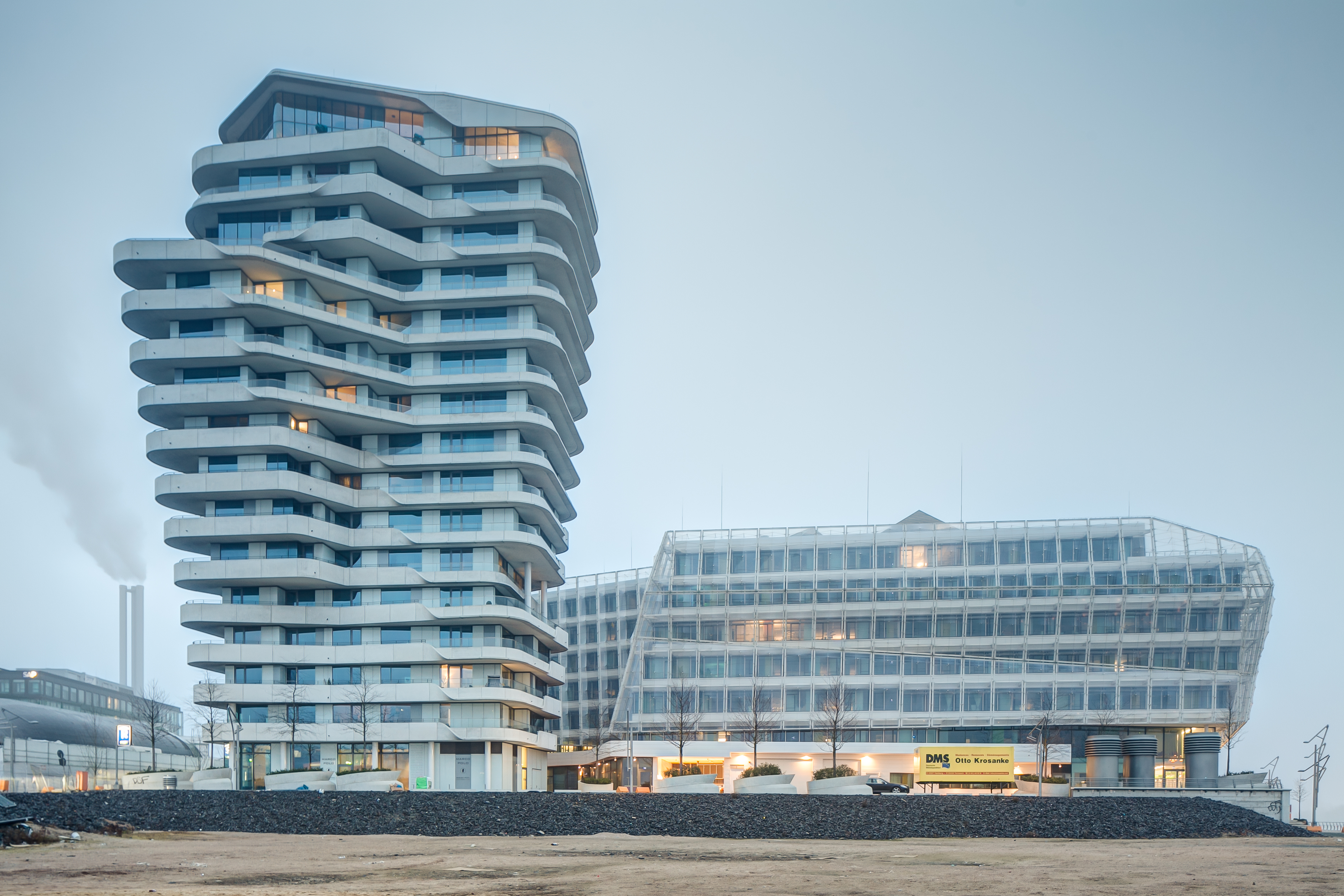

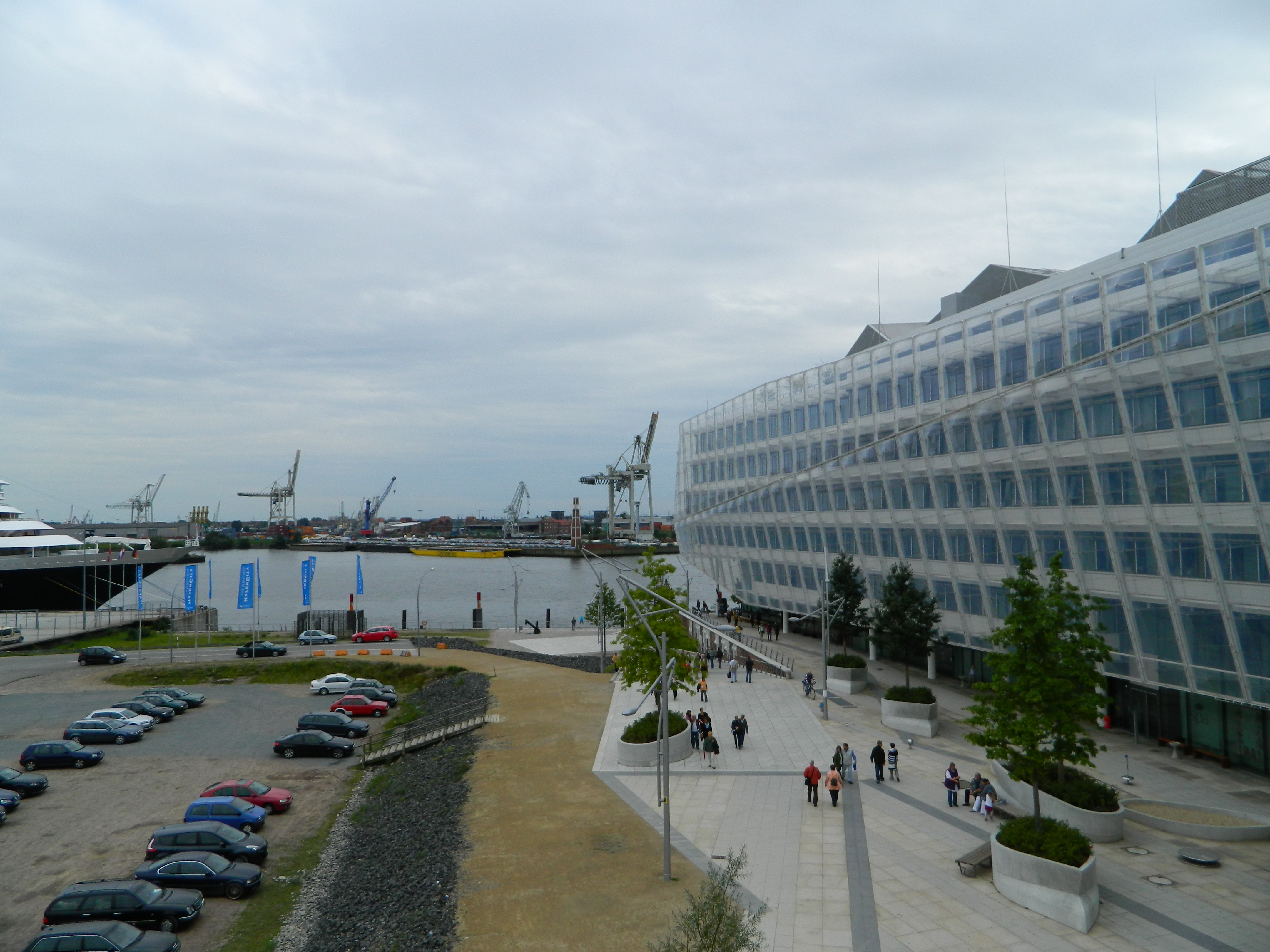

联合利华大厦（Unilever-Haus）位于德国汉堡汉堡港城，自2009年9月17日起，是联合利华的德国总部。位于汉堡新城Valentinskamp的旧总部已改建为Emporio-Hochhaus。
该建筑建于2007-2009年，由贝尼奇建筑事务所设计。它直接濒临北易北河（Norderelbe）， 毗邻同样由贝尼奇建筑事务所设计的马可波罗大厦。它被认为是一座创新的办公建筑，考虑到可持续性原则。玻璃外墙使用氟塑膜壳加固，旨在保护办公区免受风吹日晒。未来主义的外观也被称为“超大气垫”。 底层设计为公共空间，设有商店和咖啡厅，为集团的产品提供服务。

## 奖项
该建筑已获得多个奖项，其中包括世界建筑节2009年最佳办公楼奖，2010年最佳物业奖（Prime Property Award）三等奖以及2010年汉堡建筑奖。